# Joseph Vance
Joseph Vance foi um político estadunidense que exerceu mandato como governador do estado de Ohio.